# جایزه گاردینر
جایزه گاردینر کانادا (انگلیسی: Editing Canada Gairdner International Award)، جایزه ای است سالانه که توسط بنیاد گاردینر کانادا به ۵ دانشمند برتر که در زمینه علوم زیستی فعالیت می‌کنند داده می‌شود. تا سال ۲۰۲۰، ۸۹ نفر از برندگان این جشنواره جایزه نوبل را نیز از آن خود کرده‌اند.